# Due contro tutti (serie televisiva)
Due contro tutti (레이스?, Re-iseuLR; lett. "Race") è una serie televisiva sudcoreana distribuita su Disney+ dal 10 maggio al 14 giugno 2023.

## Trama
Park Yoon-jo, una giovane donna senza background accademico, viene assunta nel reparto marketing della stessa azienda dove lavora il suo amico Ryu Jae-min.

## Personaggi e interpreti
- Park Yoon-jo, interpretata da Lee Yeon-hee
- Ryu Jae-min, interpretato da Hong Jong-hyun
- Goo Yi-jung, interpretata da Moon So-ri
- Seo Dong-hoon, interpretato da Yunho